# Eddi Gomes
Edigeison "Eddi" Gomes D'Almeida (født 17. november 1988) er en bissau-guineansk professionel fodboldspiller, der spiller for islandske Fimleikafélag Hafnarfjarðar (FH), hvortil han er udlånt fra den kinesiske klub Henan Jianye FC. Hertil kom han fra Esbjerg fB.  Han har dansk, bissau-guineansk og portugisisk statsborgerskab og har spillet på Danmarks OL-landshold og Guinea-Bissaus A-landshold.

## Baggrund
Eddi Gomes er født i Guinea-Bissau, hvorfra hans mor tog ham med til Portugal, da han var fem år, for at forsøge at få et bedre liv. Det var imidlertid ikke nogen succes, og fem år senere fik hans far ham hentet til Danmark, hvor faderen nu boede sammen med en dansk kvinde. Han begyndte at spille fodbold i den lille klub BK Vestia. Han spillede nu nogle år uden den store opmærksomhed, senere i Herlev IF, indtil han som 18-19-årig blev træt af fodbold.

## Karriere
Efter sin fodboldpause vendte Gomes tilbage til Herlev IF, og efter at have haft svært ved bare at komme på andetholdet tog karrieren nu for alvor fart. Gomes blev fast mand på førsteholdet, og efter oprykning hentede HB Køge ham til deres 1. divisionshold i 2013.
Efter et år i Køge fik han i sommeren kontrakt med Esbjerg fB Eddi Gomes, der fik den 21. juli 2014 debut for klubben  i en kamp mod Randers FC. Han gennemførte kun et halvt år af kontrakten, før kinesiske Henan Jianye FC købte ham fri af kontrakten.
I februar 2018 skiftede han til islandske FH Hafnarfjördur på en lejeaftale grundet manglende spilletid i Kina. Aftalen skulle oprindeligt kun gælde frem til sommeren men blev kort efter dens udløb forlænget, da der stadig ikke var plads til ham i Henan Jianye. 

## Landshold
Gomes blev udtaget til Danmarks fodboldlandshold til OL 2016 i Rio som en af de tre tilladte født før 1. januar 1993. Han fik debut for Guinea-Bissau i 2017.